# Object Management Group
O Object Management Group, ou OMG, é uma organização internacional que aprova padrões abertos para aplicações orientadas a objetos. Esse grupo define também a OMA (Object Management Architecture), um modelo padrão de objeto para ambientes distribuídos.

## OMA
Criado em 1990 pela OMG, o OMA (Object Management Architecture) surge objetivando fomentar o crescimento das tecnologias baseadas em objetos, fornecendo uma infraestrutura conceitual para especificações baseadas no OMG.
O OMA é composto basicamente por quatro elementos. Sendo eles:
Serviços de Objetos: São serviços que contêm objetos distribuídos.Podemos citar como exemplos destes serviços, os servidores de nomes (para descobrir objetos distribuídos através do nome) e o serviço de transações (para descobrir objetos distribuídos através de propriedades). Vale lembrar que existem serviços para gerenciamento de ciclo de vida de objetos remotos, segurança, transações, notificação de eventos, etc.
ORB: O ORB pode ser considerado a base para a construção de aplicações, utilizando objetos distribuídos que possuam características de interoperabilidade entre aplicações em ambientes heterogêneos ou homogêneos. Habilitando os objetos a enviarem e receberem requisições e, também a receberem respostas a suas requisições, tudo de forma transparente em um sistema distribuído.
Objetos de Aplicação: são os objetos que podem ser considerados visíveis ao nível de aplicação.
Facilidades Comuns:  São dedicadas a usuários finais de aplicações. Podendo ser divididas em facilidades horizontais (serviços de e-mail, impressão, interface de usuário, etc.) e facilidades verticais (específicas de um domínio de aplicação).